# Elektronická evidence tržeb v Česku

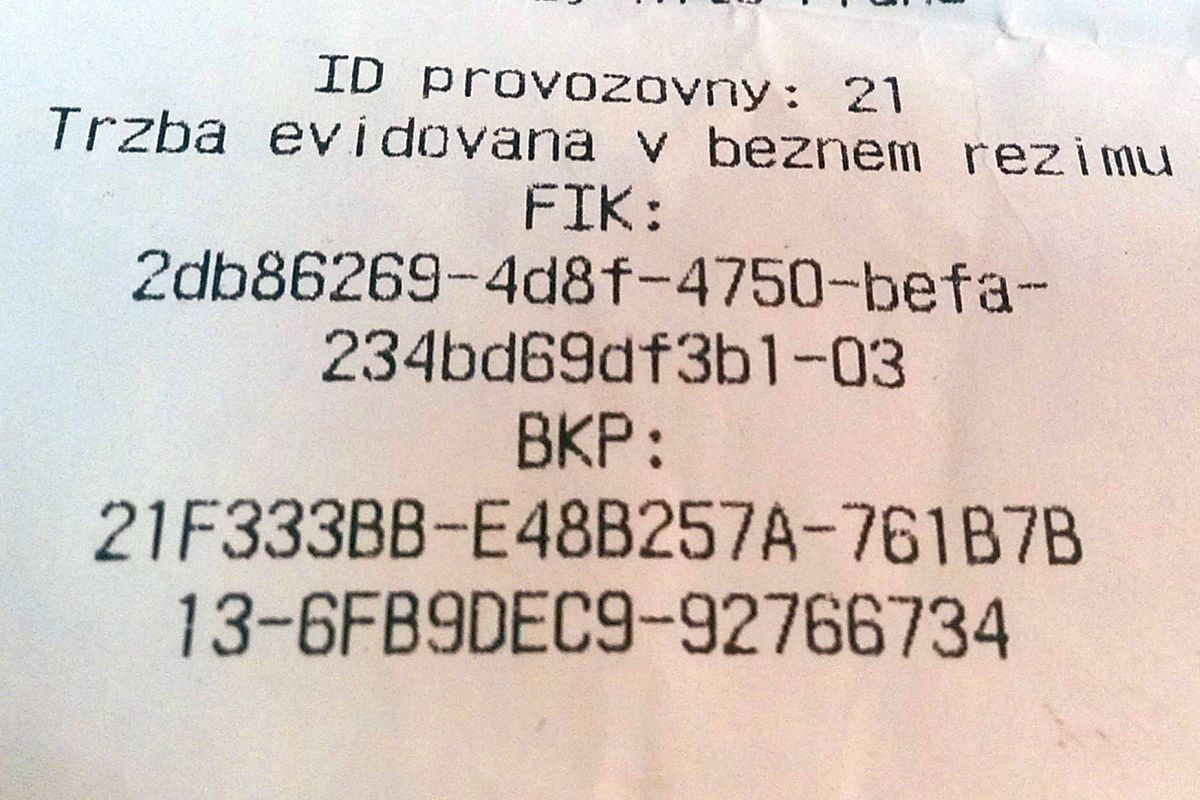
Kód FIK a další údaje na účtence

Elektronická evidence tržeb v Česku (EET či online registrace tržeb) je způsob evidence tržeb, kdy jsou údaje o každé transakci obchodníka online posílány na státní správu, který se roku 2016 spustil v Česku. Již dříve byla elektronická evidence tržeb zavedena v dalších zemích: v roce 2013 v Chorvatsku, v roce 2015 v Maďarsku a ve Slovinsku a od roku 2019 je online evidence tržeb povinná také na Slovensku. K roku 2020 fungovalo EET v 17 zemích Evropské unie. Evidenci zrušila česká vláda ke konci roku 2022.

## Zavádění EET
Poprvé začala uvažovat o zavedení registračních pokladen ČSSD už v roce 1999. Zákon o registračních pokladnách nabyl účinnosti 1. července 2005 s tím, že certifikované registrační pokladny s fiskální pamětí měly být zavedeny od ledna 2007. K tomu ale nedošlo, jelikož po nástupu vlády Mirka Topolánka (ODS) bylo jejich povinné používání zrušeno.
Systém EET byl představen veřejnosti v červenci 2014 na panelové diskuzi se zástupci Svazu obchodu a cestovního ruchu ČR, Ministerstva průmyslu a obchodu, Hospodářské komory a velkých obchodních řetězců i středních a malých podnikatelů. Systém plánovaný pro zavedení v Česku je nejvíce inspirovaný chorvatským systémem. Podle ministerstva financí by se díky zavedení systému příjmy do státního rozpočtu měly zvýšit o 30 miliard korun. Podle náměstkyně ministra financí Simony Hornochové je ale obtížné předpovědět možný výnos, protože je obtížné odhadnout množství peněz pohybující se v šedé ekonomice.
Podle bývalého ministra financí Jiřího Rusnoka je otázkou, zda elektronická evidence tržeb není zbytečně nákladná vzhledem k tomu, čeho se chce dosáhnout, protože podle něj jsou registrační pokladny, které má EET nahradit, méně zatěžující a méně organizačně i finančně nákladné.
Původní návrh zákona o elektronické evidenci tržeb počítal i s povinností zákazníka převzít účtenku, přičemž nemělo být možné, aby poplatník vydal účtenku „mimo sféru původce tržby“, tedy vydal účtenku po uskutečnění platby bez přítomnosti původce tržby, nebo nakládal s účtenkou proti vůli původce tržby. Protože tento návrh umožňoval i vydávání elektronických účtenek, nebylo jasné, zda zákazník musí být pro přijetí elektronické účtenky vybaven zařízením schopností tuto účtenku přijmout. Protože povinné přebírání účtenek bylo silně kritizováno, ministerstvo financí ho z návrhu zákona odstranilo.
V květnu 2015 ministr financí Babiš pohrozil, že pokud elektronická evidence tržeb nebude schválena, budou další návrhy ministerstva financí zaměřeny na zvýšení daní.
10. února 2016 se vládní koalici na jednání sněmovny podařilo schválit EET, prosadilo se také snížení DPH u stravovacích služeb z 21 na 15 %.
Ve středu 1. června 2016 byla o elektronické evidence tržeb spuštěna informační kampaň v médiích. V televizní reklamě je zmiňováno, že díky elektronické evidenci tržeb se vybere ročně navíc až 18 miliard korun, stejná informace je zmíněna i v tiskových reklamách. Reklama na elektronickou evidenci tržeb rovněž vybízí k tomu, aby si zákazníci brali účtenky. Už tento první spot vzbudil polemiku, protože není o samotné elektronické evidenci tržeb, ale jenom o tom, že se vybere více peněz a za co je může stát utratit, kritizován byl nejen Miroslavem Kalouskem, ale i Babišovým vládním kolegou Pavlem Bělobrádkem.
Od listopadu 2016 fungoval dobrovolný režim EET, kdy se podnikatelé mohli dobrovolně rozhodnout posílat data tržeb, aby si otestovali svou připravenost. Od 1. prosince 2016 funguje ostrý provoz EET v první fázi, ve které je povinnost evidovat tržby za ubytovací a stravovací služby. Od 1. března 2017 přibyla povinnost evidence i pro maloobchod a velkoobchod. Původně měla být od března 2018 evidence povinná pro ostatní činnosti s výjimkou některých řemesel, od června 2018 pak i pro řemeslníky. Ovšem tyto třetí a čtvrté vlny EET byly v prosinci 2017 odloženy Ústavním soudem a posunuty na květen 2020. Ovšem ani tento termín není fakticky konečný a z důvodu pandemie covidu-19 byla nutnost evidování tržeb všech podnikatelů přerušena až do konce roku 2022. Návrh na kompletní zrušení zákona o EET prosazovali opoziční ODS a TOP09, ten byl sněmovnou zamítnut. Piráti navrhli zamítnutí vládní novely zákona pro spuštění třetí a čtvrté fáze.

## Popis funkce EET
Podnikatelé potřebují pro evidenci tržeb zařízení s připojením na internet (ať už specializovanou elektronickou pokladnu, nebo osobní počítač, tablet či chytrý telefon s příslušným softwarem) a tiskárnu na účtenky. Poplatníci, kteří jsou fyzickými osobami, si mohou z daně z příjmů za období, ve kterém uskutečnili první povinně evidovanou tržbu, odečíst až 5 000 Kč (firmy žádnou daňovou slevu na zavedení EET nemají).
Každý poplatník, který bude evidovat tržby, musí nejprve vyplnit formulář žádosti o vydání přístupových údajů a odeslat ho datovou schránkou nebo si zažádat osobně na finančním úřadě. Jakmile přístupové údaje získá, může se s nimi přihlásit do portálu EET, ve kterém si může nechat vystavit certifikát, který bude sloužit pro podepisování datových zpráv s evidovanými tržbami. Tento certifikát (případně více certifikátů, pokud mu to z organizačních důvodů vyhovuje, z hlediska finanční správy jsou však všechny certifikáty rovnocenné) tedy musí vložit do pokladen či programů, které bude používat pro evidenci tržeb.
Pro každou zaevidovanou tržbu se pak sestaví datová věta, která obsahuje následující informace o tržbě:
1. DIČ poplatníka a případně i DIČ toho, koho poplatník pověřil zpracováním EET,
2. identifikaci provozovny,
3. identifikaci pokladny,
4. pořadové číslo účtenky (jednoznačné v rámci jedné pokladny),
5. datum a čas přijetí tržby,
6. celková částka tržby a její rozpad do jednotlivých sazeb DPH.

Následně se vytvoří elektronický podpis tak, že se vezmou údaje DIČ poplatníka, identifikace provozovny, identifikace pokladny, pořadové číslo účtenky, datum a čas přijetí tržby a celková částka tržby, z nich se vytvoří otisk algoritmem SHA-256, který se podepíše algoritmem RSA (na základě certifikátu získaného podle popisu výše; používají se 2048bitové klíče) podle normy PKCS (algoritmem RSASSA-PKCS1v1_5). Tento podpis tvoří tzv. podpisový kód poplatníka (PKP). Následně se vytvoří otisk tohoto elektronického podpisu algoritmem SHA1, tento otisk tvoří tzv. bezpečnostní kód poplatníka (BKP).
Datová zpráva ve formátu XML obsahující výše uvedené údaje, kontrolní kódy PKP a BKP a hlavičku s jednoznačným identifikátorem zprávy, datem a časem odeslání se zabalí do zprávy formátu SOAP včetně dalšího elektronického podpisu (tentokrát celé zprávy) podle standardů WS-Security a XML Security. Tato zpráva se pak protokolem HTTPS pošle do webové služby správce daně.
Správce daně po přijetí této zprávy přidělí tržbě jedinečný kód, tzv. fiskální identifikační kód (FIK) a vrátí ho další (opět elektronicky podepsanou) zprávou jako odpověď. Pokud z nějakých důvodů (problém s připojením poplatníka k internetu, nefunkčnost systému EET atp.) nedostane poplatník včas (na odpověď musí čekat nejméně dvě sekundy) odpověď obsahující FIK, musí problém vyřešit a tržbu zaevidovat nejpozději do 48 hodin od jejího uskutečnění.
Tržby na palubě dopravních prostředků při pravidelné hromadné přepravě osob a teoreticky také tržby stanovené nařízením vlády, u kterých by běžné evidování činilo problémy, evidují v tzv. zjednodušeném režimu, ve kterém tržby neevidují ihned, ale do 5 dnů po uskutečnění.
Poplatník je při přijetí tržby povinen vydat účtenku i bez vyžádání, na které povinně musí uvést následující údaje (vedle údajů povinných na základě jiných předpisů (zákon o DPH, zákon na ochranu spotřebitele); pokud např. z technických důvodů není schopen všechny povinné údaje dostat na jednu účtenku, musí zákazníkovi vydat účtenek víc):
1. DIČ poplatníka a případně i DIČ toho, koho poplatník pověřil zpracováním EET,
2. identifikace provozovny,
3. identifikace pokladny,
4. pořadové číslo účtenky,
5. datum a čas přijetí tržby,
6. celková částka tržby,
7. údaj, zda je platba evidována v běžném nebo zjednodušeném režimu,
8. bezpečnostní kód poplatníka (BKP),
9. FIK (fiskální identifikační kód), pokud jej získal (pokud eviduje v běžném režimu a nedošlo k problému s odesláním tržby),
10. podpisový kód poplatníka (PKP), pokud nezískal FIK.

Kdokoli si může na základě těchto údajů z vystavené účtenky ověřit, že byla správně zaevidována v systému EET, prostřednictvím služby vystavené na Daňovém portálu Finanční správy.

## Kritika EET
Podle Asociace podnikatelů a manažerů je návrh zákona o EET vařen z vody, nemá rozumný základ a všechny důvody ve prospěch zavedení EET lze snadno vyvrátit. Podle Asociace podnikatelů a manažerů se od zavedení EET v Chorvatsku výběr daní nezvýšil, zaniklo asi 20 000 živností, na nevybraném DPH se malí podnikatelé a živnostníci podílejí pouze 7 %. Podle Asociace podnikatelů a manažerů pro zavedení EET existují tři důvody:
- pomůže velkým firmám likvidovat konkurenci malých podnikatelů a živnostníků,
- zajistí politikům a vysokým úředníkům kontrolu a moc nad částí společnosti, která jejich vlivu zatím uniká,
- je to obrovská obchodní příležitost, kde se budou rozdělovat miliardy, a ty už asi mají předem určené příjemce.[32]

Podle šéfa Asociace podnikatelů a manažerů Radomila Bábka není pravdou, že EET je namířena proti neplatičům, mimo jiné protože Ministerstvo financí neví, kolik existuje neplatičů a protože asi dvě třetiny šedé ekonomiky se týká práce načerno, která se malých živnostníků a malých podnikatelů netýká.
Podle tehdejšího vedoucího Katedry financí a ekonomie na Bankovní institut vysoké škole Petra Musila odpovídá Babišovu již okřídlenému výroku, že „malé firmy jsou na prd,“ protože je tím správným kladivem k zatnutí tipce malým a středním firmám a k likvidaci střední třídy.
Martin Fendrych ve své analýze situace na konci roku 2016 napsal: „Závěr je pro současné ministerstvo financí dosti zdrcující: neprofesionalita, nepřipravenost, útok na drobné podnikatele, pěstování nerovností. Nic pěkného.“  Reagoval tak na pozměňovací návrhy Hnutí ANO ohledně vyloučení e-shopů z EET poté, co se ukázalo, že se u mnoha typů plateb EET nedá vůbec realizovat a vyloučení podnikatelů s tržbami pod 250.000 Kč i přesto, že se ukázalo, že takoví podnikatelé vzhledem k daňovým odpočtům neplatí žádnou daň a zatížilo by je to navíc paušálem 5.000 Kč.
Jedna z výhrad pro 3. a 4. fázi byla vůči neúměrným nákladům/administraci na zavedení EET pro některé obory či drobné živnostníky. Tito mají leckdy minimální tržby v hotovosti, případně vystavují jen několik faktur do roka.

### Návrh na zrušení zákona
1. června 2016 podala skupina 41 poslanců k Ústavnímu soudu návrh na zrušení zákona o EET, řízení bylo vedeno pod sp. zn. Pl. ÚS 26/16. Ústavní soud rozhodl nálezem dne 12. prosince 2017.

#### Namítané formální nedostatky
Senátoři předně namítali procesní pochybení při přijímání zákona: rozprava ve třetím čtení byla totiž ukončena, aniž by všichni do ní přihlášení poslanci měli možnost vystoupit. Dle senátorů jde o flagrantní porušení pravidel zákonodárného procesu. I v době válečného stavu má totiž každý poslanec právo jednou v průběhu rozpravy ve třetím čtení vystoupit; tím spíše to musí platit v době míru. Nadto prý dle senátorů šlo o "předem připravené spolčení za účelem porušení právního řádu České republiky", neboť lze z různých výroků poslanců vládní koalice vydedukovat, že tento postup byl předem připravován.
Tehdejší předseda Poslanecké sněmovny Jan Hamáček ve svém vyjádření na tento argument reagoval slovy, že opozice má sice možnost oddalovat rozhodnutí většiny, nesmí však paralyzovat činnost Poslanecké sněmovny a negovat fakt, že rozhodnutí vycházejí z vůle většiny. V daném případě byla zachována rovnováha mezi těmito dvěma zájmy. Dle vyjádření vlády nedošlo porušením pravidel legislativního procesu k porušení žádného ústavního principu, takže není možné z tohoto důvodu zákon zrušit. Těžiště zákonodárného procesu totiž dle vlády leží v předchozích fázích legislativního procesu. Argumenty, které opoziční poslanci přednášeli, svou povahou spadaly právě do těchto předchozích fází a proto bylo na místě rozpravu ukončit.
Dle Ústavního soudu může dojít ke zrušení zákona z důvodu porušení předpisů upravujících zákonodárný proces pouze v tom případě, že toto porušení dosahuje ústavní dimenze, zejména porušuje-li princip ochrany volné soutěže politických stran či ochrany parlamentní opozice. Omezení parlamentní diskuze bylo opravdu učiněno v rozporu s Jednacím řádem Poslanecké sněmovny. Nešlo však o takový zásah, který by byl natolik intenzivní, že by byl důvodem pro zrušení zákona. Role třetího čtení zákonodárného procesu je marginální - lze v něm opravovat toliko gramatické a obdobné chyby v návrhu zákona. V rozpravě i v předcházejících fázích legislativního procesu měla opozice dostatečný prostor přednést své argumenty. Ústavní soud tedy tomuto argumentu nevyhověl. K poznámce o "spolčení" ze strany vládních stran uvedl, že jeho rolí není komentovat politické důvody různých rozhodnutí.

#### Právo na podnikání
Kromě procesních pochybení je podle navrhovatelů problém i v zákoně samém. Porušuje podle nich právo na podnikání a právo vlastnit majetek. Zákon totiž nedostatečně reflektuje faktické rozdíly mezi malými a velkými podnikateli; co pro velkého podnikatele nepředstavuje téměř žádnou zátěž může být pro malého podnikatele likvidační (tzv. "rdousící efekt"). S tímto argumentem se vláda ve svém vyjádření neztotožnila. I ostatní zákony totiž státu umožňují provádět kontrolní opatření, jejichž náklady nese daňový subjekt, přičemž náklady takovýchto ad hoc opatření mohou být pro malého podnikatele citelnější než náklady spojené s EET. Vzhledem k tomu, že cílem zákona je narovnání podnikatelského prostředí, je tedy nutné, aby z této povinnosti nebyl nikdo vyňat. Opatření se týká všech podnikatelů bez ohledu na výši příjmů, proto nemůže být dle vlády diskriminační.
Ústavní soud ve svém rozhodnutí připomněl, že právo na podnikání je jedním z hospodářských práv, kterého je, dle čl. 41 odst. 1 LZPS, možné se domáhat pouze v mezích zákona, který byl pro jeho výkon přijat. Zákon podle Soudu neporušuje samu podstatu tohoto práva, tedy možnost seberealizace a dosažení zisku. Právní úprava reflektuje náklady nutné na nákup zařízení nutného ke splnění této povinnosti - existuje možnost slevy na dani, stravovací služby byly přesunuty do nižší sazby DPH, na trhu existuje vícero produktů, které si daňový subjekt může koupit a z nichž si tedy může vybrat nejvýhodnější variantu. Právní úprava sleduje legitimní cíl: narovnání tržního prostředí a efektivnější správu daní. Zvolený prostředek není nerozumný, zcela totiž sleduje technologický vývoj a neexistuje žádný jiný srovnatelný způsob, který by vedl ke stejnému výsledku. Zákon tedy neporušuje právo na podnikání.
Podle Soudu nedochází ani k tzv. "rdousícímu efektu", neboť neklade nepřiměřenou překážku mezi osobu a výkon jejího práva.

#### Ochrana soukromí
Dalším nedostatkem zákona viděli navrhovatelé v plošném sběru dat, aniž by existoval dostatečný mechanismus, který zabrání jejich úniku. Je tím tedy ohroženo právo každého na ochranu soukromí. Podle vlády jde toliko o informace, k nimž měl správce daně přístup i před přijetím zákona. Došlo-li by k zákazu získávání informací, byla by tím popřena sama podstata daňového řízení. Navrhovatelé ve svém dalším vyjádření upozornili na to, že dle zákona je nutno evidovat i bezhotovostní platby. Ty jsou však, na rozdíl od plateb hotovostních, snadno dohledatelné, a není tudíž v tomto případě nutné tyto informace shromažďovat. Podle vlády je však hlavním účelem předpisu získat komplexní obraz o tržbách a není tedy možné některé snadněji dohledatelné platby vyloučit. Nadto i u bezhotovostních plateb existují jisté problémy v dohledatelnosti, zejména v rozlišování původu plateb.
Ústavní soud se zabýval tím, nakolik jsou shromažďované informace schopny poskytnout ucelený obraz o soukromém životě "sledovaného" jednotlivce a zda v daném případě pozitiva (efektivita daňového řízení, srovnání situace na trhu) převyšují negativa (zásah do soukromí osob shromažďováním údajů). Připomněl, že je třeba, aby norma byla sepsána tak, aby měl jednotlivec možnost se sběru dat vyhnout, a dále, že pravomoci úřadů nakládat se shromážděnými informacemi musí dávat dostatečnou záruku před zneužitím. Došel k závěru, že zákon nijak výrazně nerozšiřuje okruh informací, k nimž má správce daně přístup. Právní úprava obsahuje dostatečné mechanismy k ochraně proti zneužití dat. V případě evidence bezhotovostních plateb však zákon není proporcionální, tedy nepředstavuje nejmenší možný zásah do práva na soukromí. Důvodem pro shromažďování dat nemůže být dle Soudu snaha o úplnou analytickou informaci (nadto elektronické evidenci nepodléhají všechny bezhotovostní platby, informace tedy nikdy nebude opravdu úplná), ale jen fakt, že tyto platby by pro stát byly jinak nedohledatelné. Bezhotovostní platby však pro stát dohledatelné jsou. Ústavní soud proto povinnost evidovat bezhotovostní platby zrušil.
Jako další nepřiměřené opatření Soud nalezl povinnost uvádět na účtence daňové identifikační číslo. To je totiž u fyzických osob složeno mj. z rodného čísla podnikající osoby. Byť rodné číslo není tzv. citlivým údajem, přiznává mu český právní řád zvláštní režim. Jde také o osobní údaj, který se, dle příslušného zákona, může uchovávat jen v nezbytném rozsahu. Důvodová zpráva zákona, ani vláda přitom nijak nevysvětlila, proč je nezbytně nutné na každé účtence uvádět rodné číslo podnikající fyzické osoby. Účtenka obsahuje totiž několik dalších údajů, které jsou s to identifikovat osobu, která účtenku vydala. Ústavní soud tedy zrušil i tuto povinnost.
Obě povinnosti jsou zrušeny k 28. únoru 2018.

#### Výhrada zákona
V neposlední řadě senátoři namítali fakt, že to, které tržby budou vedeny ve zjednodušené evidenci a které jsou z povinnosti (dočasně) vyloučeny, je stanoven v nařízení vlády, a nikoli v zákoně samém; Listina základních práv a svobod však vyžaduje, aby veškeré povinnosti byly stanoveny ve formě zákona. Zákonné zmocnění je v tomto případě prý formulováno příliš široce na to, aby tato zásada byla splněna. Nadto dané nařízení vlády nebylo předloženo Poslanecké sněmovně společně s návrhem zákona, jak to vyžaduje Jednací řád Poslanecké sněmovny. Dle vlády je jednak zákonné zmocnění formulováno dostatečně podrobně, jednak v tomto případě nejde o ukládání povinností, ale naopak o zproštění z povinnosti vést elektronickou evidenci tržeb (příp. vést ji v plném režimu). Navrhovatelé na tento argument reagovali tak, že fakt, že jde o zproštění z povinnosti, je zde nerelevantní. Stanoví-li zákon nějakou povinnost, musí stanovit také, koho se daná povinnost bude týkat. Zákonné zmocnění je tedy, dle senátorů, neústavní.
Podle Ústavního soudu je zákonné zmocnění definováno příliš široce a dává vládě příliš prostoru pro určení, kdo bude povinnosti zproštěn, a kdo nikoli. Nehraje přitom žádnou roli, že nejde o ukládání povinností, ale naopak o jejich zproštění. Výsledek je totiž stejný: na základě nařízení vlády jedna osoba povinnost má, druhá nikoliv. Ústavní soud tedy zrušil i toto zmocňovací ustanovení, jakož i nařízení vlády, a to k 31. prosinci 2018.
Již k 28. únoru 2018 zrušil také ustanovení, které odkládalo u některých druhů podnikání zavedení EET (tzv. 3. a 4. fáze). Zavádění EET totiž dle Ústavního soudu nebylo dostatečně promyšlené, zákonodárce neanalyzoval všechna negativa právní úpravy. Přílišnou tvrdost zákona se pak snažila vláda vyrovnat výjimkami ve zrušeném nařízení vlády. Dle Ústavního soudu je třeba provést dostatečnou analýzu pozitivních a negativních důsledků pro všechny druhy podnikání a na základě toho již v zákoně určit, které druhy podnikání budou z povinnosti evidovat tržby vyňaty. V důsledku tohoto rozhodnutí tedy nanastane tzv. 3. a 4. fáze EET. S tímto vyjádřila nesouhlas soudkyně Milada Tomková. Podle ní zrušení tohoto ustanovení skupina senátorů nenavrhovala. Ústavní soud tedy nebyl oprávněn je rušit.

#### Odlišné stanovisko pěti soudců
V prosinci 2017 vyjádřili ve svém odlišném stanovisku nesouhlas s EET soudci Vojtěch Šimíček, Jaromír Jirsa, Tomáš Lichovník, Kateřina Šimáčková a David Uhlíř. Podle nich je na každou povinnost ukládaná podnikatelům nutno pohlížet v kontextu všech povinností, které podnikatele v dnešní době zatěžují. Opatření samo o sobě nemusí být příliš závažné, může však být příslovečnou "poslední kapkou". Přílišná regulace podle soudců odradí kreativní, sebevědomé a odvážné lidi od podnikání, případně je přivede do "šedé ekonomiky". To jen, dle ústavních soudců, zesílí roli velkých podniků. Stát pak míří do stavu, kdy existuje nepočetná vrstva "hyperbohaté elity" a početná vrstva "hůře či lépe placených zaměstnanců". V bývalému komunistickému režimu byli podnikatelé trestáni a většina lidí byla závislá na zaměstnavatelích, společnost tehdy nebyla svobodná. Podle nich je zdanění podnikání druhotným prvkem, hlavním účelem je vytváření materiálních hodnot a jejich distribuce ve společnosti. U vesnických prodejen a stravovacích zařízení nelze odhlédnout ani od sociálního rozměru podnikání. Opatření tím zasáhlo samu podstatu práva na podnikání. Krom toho byla zasažena i jiná práva, zejména právo na soukromí a vlastnické právo. Stát měl tedy před zavedením EET analyzovat, zda neexistují jiná možná, méně invazivní řešení. Taková analýza však provedena nebyla. EET znamená pro drobné podnikatele nemalé náklady, a to nejen pořizovací náklady (nákup zařízení, proškolení personálu, ...), ale i náklady průběžné (papír na účtenky, licence na software). Dochází ke znevýhodnění malých živnostníků, kteří mají mnoho zákazníků (a podnikatel tedy musí vydat mnoho účtenek), oproti velkým podnikatelům, kteří mají zákazníků jen málo. Nejvíce znevýhodněni jsou malí živnostníci staršího věku, pro něž je již namáhavé se seznamovat s novými technologiemi. Nadto je dle odlišného stanoviska nelogické, že se EET netýká některých bezhotovostních plateb - vzhledem k povinnosti použít bezhotovostní platbu pro převod peněz nad určitou výši tak budou evidovány všechny marginální platby, ale žádná platba vyššího objemu. Nesouhlasí ani se závěry soudu ohledně zásahu do práva na soukromí. Je sice pravdou, že zákon nepřiznává státu právo shromažďovat více informací než dosud. Informace se však pro stát stávají dostupnějšími, má k nim přístup rychleji a jsou shromažďovány centrálně. Zvětšuje se tedy riziko zneužití. Ohroženo je i profesní tajemství advokátů, neboť se ke státu rychle dostanou informace o provedených platbách, a tedy o tom, kterému klientovi byla poskytnuta která služba. Zákon měl být tedy podle nich zrušen jako celek.

## Dopady po zavedení evidence EET
Doba odezvy centrálního systému je zákonem stanovena na dvě sekundy, při delší může obchodník vystavit účtenku bez kódu FIK. V první den spuštění byla doba odezvy centrálního systému v průměru pod jednou desetinou sekundy. První vlna EET se týkala zhruba čtyřiceti tisíc podnikatelů a podle ministerstva po téměř dvou měsících zaniklo 104 hospod, avšak 370 nových vzniklo. Podle některých analytiků měla evidence vliv na prosincové zdražení v restauracích, došlo ke zdražení zhruba o tři procenta, u půllitru piva cena stoupla průměrně o 80 haléřů.
Podle ministerstva financí došlo v prosinci 2016 ke stoprocentnímu nárůstu tržeb restaurací a hotelů, tedy na dvojnásobek oproti loňskému roku. To rozporoval server Podnikatel.cz, podle kterého „metodika výpočtu byla přinejmenším pochybná“, vzorek 4 % nepovažuje za dostatečný. Podle průzkumu z února 2017 má EET od lidí spíše pozitivní reakce. 37,8 % dotázaných uvedlo, že se EET spíše nebo velmi osvědčila, odpověď spíše nebo vůbec se neosvědčila vybralo 22,9 % lidí a 39,2 % neví.
V lednu 2017 byl zrušený tzv. „udavačský web“, web umožňoval každému nahlásit hospodského, který nevydal účtenku finančnímu úřadu. Nástroj byl kritizován za jeho údajné zneužívání v konkurenčním boji. Kontrolní nákupy finanční správy budou nezávisle na webu pokračovat i nadále.
Podle Babiše se za jeho působení vybralo 320 miliard korun na daních a odvodech navíc. V květnu 2017 Babiš zmírnil povinnost pro neziskové organizace a venkovské spolky, jejichž cílem není vytvářet zisk, evidovat nemusí pokud tržby nepřekročí 300 000 korun ročně. Dříve to bylo 175 000 korun ročně.
Za rok fungování EET odhaduje ministerstvo financí přínos do státního rozpočtu asi okolo pěti miliard Kč navíc, obce by tak měly díky EET po jejím náběhu získat zhruba 3,6 miliardy Kč ročně navíc. Podle opoziční analýzy ovšem byla metodika MF ČR použitá k odhadu  velmi špatná a aplikovaná na jiná reálná data vedla k absurdním závěrům, prezentovaná data podle analýzy žádný přínos neprokazují.  Podle ministerstva financí od prosince 2016 do října 2017 zrušilo v oblasti ubytování a pohostinství podnikání 1506 subjektů, ovšem nově se registrovalo 2465 subjektů. Podle kreditní společnosti CRIF v roce 2017 bylo v oboru pohostinství založeno nebo obnoveno 16.420 živností a zrušeno 17.373 živností, v roce 2016 bylo zrušeno či pozastaveno o skoro pět tisíc živností více, než kolik bylo založeno či obnoveno  Podle průzkumu agentury STEM z listopadu 2017 pozitivně hodnotí EET 64 % lidí.
V roce 2018 byl podán návrh zákona, že by evidovat tržby nemusely podnikatelé s tržbami do 500 000 Kč. Na základě zprávy RIA, podle které by po schválení této výjimky zůstalo pouze asi 25 % poplatníků podlehající evidenci tržeb, čímž by podle ministerstva financí byl zmařen smysl a účel evidence tržeb. Zpráva RIA ale obsahuje chybný výpočet, ve skutečnosti by z EET nevypadlo 76,88 % poplatníků, ale jenom 60,34 %.

### Kontroly a pokuty
K 2. červenci 2018 bylo provedeno 126 954 kontrol, čehož bylo 29 182 kontrol se zjištěním. Od spuštění EET finanční správa udělila pokuty v celkové výši 69 610 800 Kč, celní správa udělila pokuty v celkové výši 27 202 100 Kč. Bylo uzavřeno 24 provozoven, z toho 17 jich bylo opět otevřeno. Za prvních 6 měsíců roku 2018 finanční správa udělila pokuty v celkové výši 16 870 300 Kč, celní správa udělila pokuty v celkové výši 6 765 700 Kč.
Nejvyšší pokuta ve výši 270 tisíc Kč byla udělena pražskému restauratérovi, u kterého bylo během dvouměsíční kontrolní akce odhaleno 4000 falešných účtenek. Druhá nejvyšší pokuta ve výši 260 tisíc Kč byla udělena v roce 2017 podnikateli z Pardubického kraje, který ve více provozovnách nevystavoval účtenky a údaje nezasílal do EET.
Některé udělené pokuty jsou podle předsedy Podnikatelských odborů Radomila Bábka neúměrně vysoké, nepř. pokuta ve výši 15 000 Kč za nezaevidování 15 Kč za prodej krabičky Tic Taců nebo pokuta ve výši 25 000 Kč za nezaevidování 22 Kč. U pokuty za prodej krabičky Tic Taců podle Michala Hanycha je rozhodnutí finančního úřadu špatně zpracované, protože v něm chybí posouzení míry zavinění vzhledem k výši trestu.
Podle předsedy Asociace českého tradičního obchodu Zdeňka Juračky jsou kontroly příliš laxní.

## Účtenková loterie
Aby byli zákazníci motivováni si brát z obchodů i restaurací účtenky, byla zavedena takzvaná účtenková loterie Účtenkovka. V té zákazníci registrovali účtenky tak, že opisovali na oficiální web, který byl pod správou Ministerstva financí, údaje, které musely být podle zákona na každé účtence, tedy kódy BKP nebo FIK, DIČ obchodníka, celkovou částku tržby a datum a čas vydání účtenky. Každá účtenka tak mohla sloužit jako tiket do loterie, takže je zákazníci po obchodnících vyžadovali v případě, kdy jim účtenka nebyla vydána ihned. V Účtenkovce se každý měsíc rozdávalo 21 025 výher v hotovosti nebo ve věcných cenách a minimální doba trvání loterie byla jeden rok, po kterém se rozhodlo, zda bude hra pokračovat i nadále. Od prosince 2019 se počet měsíčních výher zvýšil na 30 215.
Formulář pro zadání účtenky do loterie byl složitý a byl vybaven testem reCAPTCHA, který potvrzoval, že uživatel vkládající účtenku do loterie není robot.
V den spuštění loterie se nedařilo účtenky odesílat, pokusy o odeslání končily chybou „Komunikace se systémy Účtenkovky selhala, prosím, opakujte pokus později“. Mobilní aplikace loterie v první den spuštění vyžadovala přístup k informaci, zda právě na telefonu probíhá hovor a k telefonnímu číslu tohoto hovoru. Podle Ministerstva financí se jednalo o nadbytečný požadavek, se kterým minsterstvo nesouhlasilo, a měl být odstraněn při nejbližší aktualizaci aplikace. Ministerstvo financí nevysvětlilo, proč se tento požadavek v aplikaci vůbec objevil. V den spuštění loterie nebyla aplikace dostupná pro operační systém iOS.
První losování proběhlo 15. listopadu 2017. Zapojilo se celkem 477 942 lidí a do slosování bylo zařazeno více než 11 milionů účtenek z října 2017, přičemž v systému EET bylo za tento měsíc vydáno asi 376 milionů účtenek. Rozděleno bylo 21 025 výher. Nejvyšší výhra byla 1 000 000 Kč, další výhry byly 300 000 Kč, 200 000 Kč, 100 000 Kč, 20 výher po 20 000 Kč, 1 000 výher po 1 000 Kč, 20 000 výher po 100 Kč, celkem 4,9 milionu Kč. Jeden výherce obdržel automobil Ford Focus Kombi.
Pro šesté slosování účetnkovky registrovalo účtenku 420 tisíc hráčů, což je proti losování v listopadu 2017 úbytek o 57 tiscíc hráčů. Před prosincovým slosováním si nový hráčský účet založilo 42 545 hráčů, před šestým slosováním už pouze 25 761 hráčů. Počet zaregistrovaných účtenek ale proti předcházejícímu losování vzrostl o 2,2 miliony. Ke zveřejněným údajům se vyjádřila ministryně financí Alena Schillerová slovy: „V nejvyspělejších zemích je vystavování účtenek samozřejmostí a v České republice se i díky Účtenkovce stává konečně také. Během půl roku fungování Účtenkovky do ní soutěžící zaregistrovali již více než 100 milionů účtenek. Ty tak nekončí v koši, ale lidé si je berou a obchodníci vystavují. To je základ úspěchu elektronické evidence tržeb, k němuž vedou dvě možné cesty: První je cesta povinného odebírání účtenek ze zákona, stovek kontrolorů a represí, druhou je cesta pozitivní motivace. Je dobře, že my jsme fungující EET dosáhli prostřednictvím cesty druhé, která je ve výsledku i mnohem levnější. Efektivita Účtenkovky je v tomto ohledu naprosto nedostižná.“ Její slova ale vyvrací skutečnost, že za šest měsíců fungování účtenkové loterie podnikatelé zaregistrovali 2,33 miliardy tržeb a do slosování bylo zařazeno pouze 84 milionů účtenek, tj. pouze 4,3 % všech vydaných účtenek. Ministerstvo financí, finanční správa ani dodavatel loterie nedisponuje údaji, kterými subjekty byly vydané účtenky, které byly registrované do loterie, takže není možné vyhodnotit, jestli má loterie nějaký efekt. Pokud by se např. v 99,9 % případů jednalo o účtenky z hyper- a supermarketů, efekt loterie by byl nulový, protože účelem loterie je zabránit krácení tržeb, a tyto velké obchodní řetězce tržby téměř jistě nekrátí, protože mají k dispozici jiné nástroje pro optimalizaci daňové povinnosti. V osmém kole loterie (účtenky za květen 2018) se proti sedmému kolu snížil počet hráčů o 13 tisíc. Počet zaregitstorvaných účtenek v osmém kole byl sice vyšší než v kole sedmém, ale nižší, než v kole šestém.  Říjnového losování (losování účtenek za září 2018) se zúčastnilo 346 873 lidí, do slosování bylo azřazeno 12 687 152 účtenek, což znamenalo úbytek hráčů asi o 10 tisíc a úbytek účtenek asi o 1 milion proti předcházejícímu slosování. Počet účtenek ve slosování byl tak druhý nejnižší od spuštění účtenkovky.
Nějakou dobu se počet hráčů zdál ustálený na počtu okolo 350 tisíc účastníků, ovšem v říjnu 2019 (při slosování účtenek za září 2019) došlo opět k poklesu účastníků, tohoto kola se zúčastnilo pouze 338 197 hráčů. Počet účtenek byl ale pátý nejnižší za celkovou historii loterie, a celkově je počet přihlašovaných účtenek víceméně stabilní.
Loterie byla ukončena 15. dubna 2020. V období pandemie covidu-19 ministerstvo financí kvůli souvisejícím změnám v prioritách státního rozpočtu rozhodlo o jejím zrušení. Za celou dobu trvání loterie od října 2017 do dubna 2020 proběhlo 30 slosování, do kterých se zapojilo asi 1,1 milionu lidí. Ti zaregistrovali přes 467 milionů účtenek, ze kterých bylo asi 408 milionů zařazeno do slosování. Každý měsíc se slosování účastnilo v průměru asi 366 000 hráčů s 15,5 milionu zaregistrovaných účtenek. Celkové náklady činily 207,6 milionu korun a na výhry bylo rozděleno 162 milionů korun. Na provoz, reklamní kampaň a jiné náklady vydalo ministerstvo 45 milionů korun.
Obdoba české Účtenkovky běží od roku 2013 na Slovensku. Za prvních 8 měsíců existence tamější loterie lidé zaregistrovali přes 100 milionů účtenek a zavedení loterie bylo považováno za úspěšné.

## Zrušení zákona o EET
1. června 2016 podala skupina 41 poslanců k Ústavnímu soudu návrh na zrušení zákona o EET. Ústavní soud dne 12. prosince 2017 tento návrh zamítl.
V březnu 2022 bylo na jednání vlády Petra Fialy odsouhlaseno zrušení EET k 31. prosinci 2022. 24. června 2022 prošel návrh na zrušení EET v prvním kole Poslaneckou sněmovnou Parlamentu ČR a ministr financí Zbyněk Stanjura plánoval návrh odsouhlasit Parlamentem ČR do konce roku. 25. listopadu 2022 prošel návrh přes odpor opozičního hnutí ANO poslaneckou sněmovnou, nebylo schváleno ani fungování na dobrovolné bázi. 16. prosince návrh podepsal prezident, evidence tedy byla definitivně zrušena ke konci roku 2022.